# Stenstrup Sogn
Stenstrup Sogn ist eine Kirchspielsgemeinde (dän.: Sogn)
auf der Insel Fyn (dt.: Fünen) im südlichen Dänemark.
Bis 1970 gehörte sie zur Harde Sunds Herred im damaligen Svendborg Amt, danach zur Egebjerg Kommune im
Fyns Amt, die im Zuge der  Kommunalreform zum 1. Januar 2007 in der
Svendborg Kommune in der Region Syddanmark aufgegangen ist.
Im Kirchspiel leben 2116 Einwohner, davon 1803 im Kirchdorf (Stand: 1. Januar 2023).
Im Kirchspiel liegt die Kirche „Stenstrup Kirke“.
Nachbargemeinden sind im Osten Lunde Sogn und Kirkeby Sogn, im Süden Ollerup Sogn und im Westen Hundstrup Sogn, ferner in der nördlich gelegenen Faaborg-Midtfyn Kommune Krarup Sogn und Kværndrup Sogn.